# Gross (Nebraska)
Gross je selo u američkoj saveznoj državi Nebraska. Prema popisu stanovništva iz 2010. u njemu je živjelo 2 stanovnika.